# 史褒善
史褒善（1499年—1562年），字文直，號南渠，又號沱村，直隸大名府開州（今河南省濮陽縣）人，明朝政治人物，官至大理寺卿。

## 生平
嘉靖七年（1528年）戊子科順天府鄉試第一百一名，十一年（1532年）壬辰科第三甲第一百三十一名進士。吏部觀政，授行人，十五年五月實授監察御史，二十一年巡按湖廣，有平麻陽盜功，弹劾平蛮将军新宁伯譚綸諸罪状。又論承天守備太監傅霖驕橫，与留守李翱等不和，傅霖則訐褒善擅用響器鐵煉，驚擾陵寝，由此忤旨，二十二年五月降职为滁州判官。
不久，升國子監博士。調南京任吏部主事，升郎中，期間與楊繼盛同官，每日商議國事。嘉靖二十七年（1548年），遷江西按察使司副使，歷官浙江右參政，三十一年十月升本省按察使，遷河南右布政使。倭寇猖獗，嘉靖三十二年（1553年）七月，史褒善以南京都察院右佥都御史、提督操江。奏設沿山守備，又條陳江防六事，切中機宜，建瓜州城，倭寇至，生民得以保全。三十四年十一月升南京大理寺卿，给事中楊巍乞还褒善原职，世宗认为楊巍所言为是，遂令褒善仍督操江。倭寇自浙西突至，褒善自芜湖往徽宁避之，给事中张师载论劾褒善选愞失职，三十五年六月令闲住。三十六年三月升大理寺卿致仕。有《沱村集》。

## 紀念
濮阳县原有“八都坊”，建于明万历年间，紀念纪著、侯英、王綖、李珏、赵廷瑞、史褒善、吉澄、董汉儒八位明代开州籍官员。文革期间拆毁，现已重建。
杭州吳山三茅觀遺址的崖壁上有史褒善等人的摩崖。

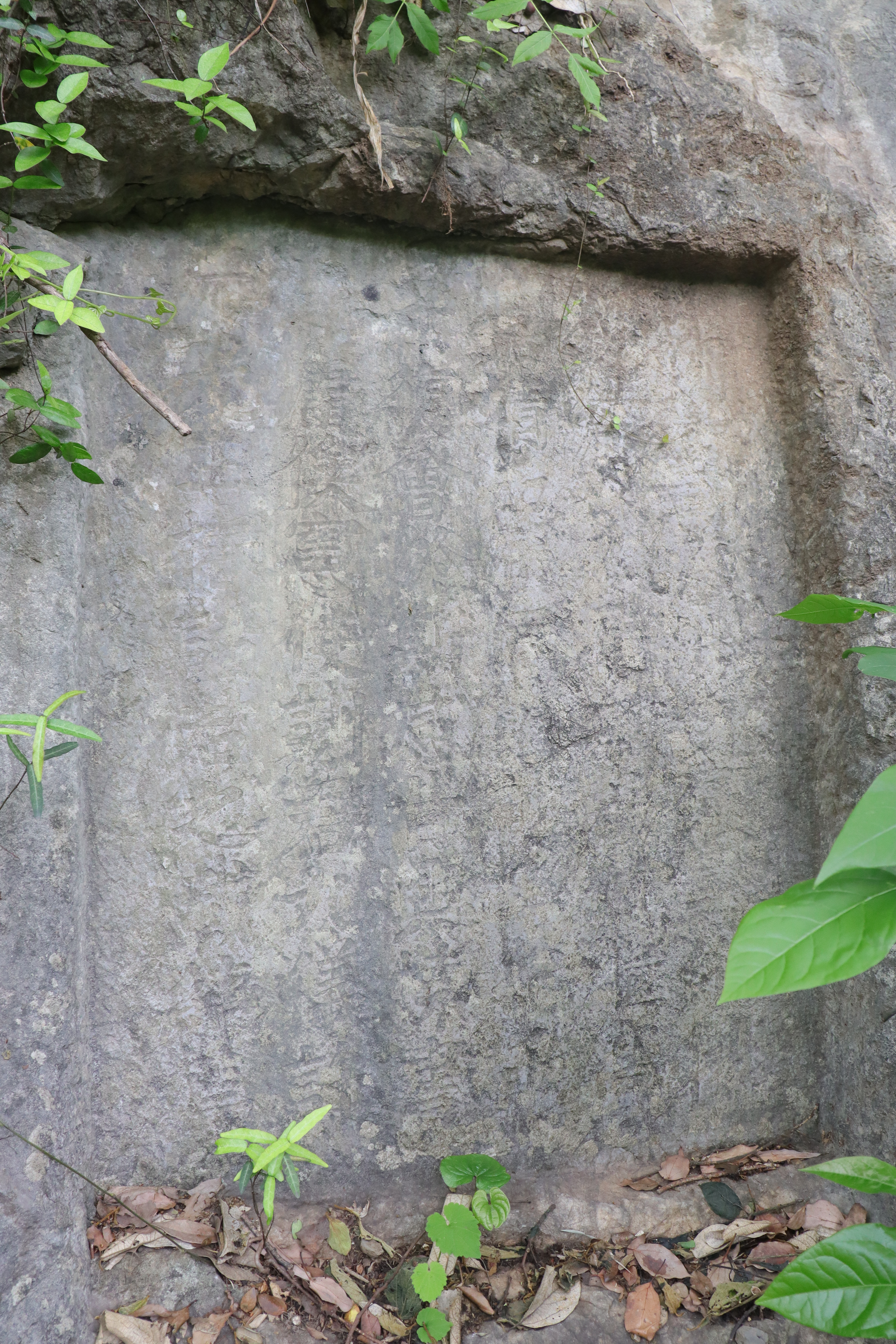
嘉靖壬辰（1532）史褒善等人三茅觀題名

## 著作
- 《登望京楼和韵之一》

翠微掩映夕阳幽，尺五天边见此楼。
势接医闾隆地轴，影浮辽海静胡丘。
断鸿风度朱廉暮，化鹤丹归紫雾收。
数点云山横朔漠，长安西望自迟留。

## 家族
曾祖史敬，祖史英，父史記，前母王氏；馬氏；繼母孫氏。弟揚善；旌善。子史燦；史煇。